# 牧厚志
牧 厚志（まき あつし、1948年 - ）は、日本の経済学者、東京国際大学教授、慶應義塾大学商学部名誉教授。専攻は応用計量経済学。神奈川県出身。

## 略歴
1948年に神奈川県に生まれる。1971年に慶應義塾大学商学部を卒業、1971年から1972年まで技術嘱託（情報科学研究所）、1973年に慶應義塾大学大学院商学研究科修士課程修了、1976年に同博士課程を単位取得退学する。1979年に同大学商学部助教授、1987年に同教授となる。1987年から2年間は慶應義塾大学通信教育学生部副部長、1989年から2年間は同大学学生部副部長（三田支部）、1995年から2年間は同大学商学研究科学習指導委員を務める。

## 著書

### 単著
- 「消費選好と需要測定」（有斐閣, 1983年）
- 「日本人の消費行動」（筑摩書房, 1998年）
- 「応用計量経済学入門」（日本評論社, 2001年）
- 「消費者行動の実証分析」（日本評論社、2007年）
- 「談合・価格協定事件の経済分析:裁判例を用いた「法と経済学」の実証研究」（慶應義塾大学出版会、 2022年）

### 共著
- （宮内環・浪花貞夫・縄田和満・蓑谷千凰彦・廣松毅）「応用計量経済学 II」（多賀出版, 1997年）
- （井原哲夫・桜本光・辻村和佑）「経済学入門―現実の経済を理解するために」（日本評論社、2003年）
- （和合肇・西山茂）「経済・経営のための統計学 (有斐閣アルマ) 」（有斐閣、2005年）
- （蓑谷千凰彦）「応用計量経済学ハンドブック 新装版」（朝倉書店、2022年）